# أنجيلا باسيت
أنجيلا باسيت (بالإنجليزية: Angela Bassett)‏ ممثلة أمريكية ولدت في (16 أغسطس 1958 هارلم - نيويورك - الولايات المتحدة الأمريكية).

## النشأة
ولدت أنجيلا في 16 أغسطس 1958 في مدينة نيويورك، ابنة بيتي جين، ودانييل بينجمين هاسيت، نشأت وترعرعت في حي هارلم. لقب باسيت يأتي من سلفها وليام هنري باسيت، الذي أخذ لقب سيده السابق، وأسس أطفاله في وقت لاحق قرية باسيت في فيرجينيا. بعد عشرة أشهر من ولادة باسيت، أصبحت والدتها حاملا بطفلها الثاني دينيت، شقيقة باسيت. وتقول باسيت أن الحمل «جعل الأشياء أكثر صعوبة». قام والدا باسيت حينها «بإرسالها» للبقاء مع عمتها، وفي حين أن خالتها لم يكن لديها أي أطفال، لكنها «أحبت الأطفال، وكانت جيدة معهم».